# الدوري الإيطالي 1951–52
الدوري الإيطالي الدرجة الأولى 1951–52 (بالإيطالية: Serie A 1951-1952)‏ هو موسم من الدوري الإيطالي الدرجة الأولى. أقيم خلال الفترة 9 سبتمبر 1951 وحتى 22 يونيو 1952، وفاز فيه يوفنتوس.